# デニス・クリストファー
デニス・クリストファー（Dennis Christopher, 1955年12月2日 - ）は、アメリカ合衆国の俳優である。1979年のゴールデングローブ賞新人賞にノミネートされた。

## 主なフィルモグラフィ

### 映画
- フェリーニのローマ Roma (1972) クレジット無し
- カリフォルニア・ドリーミング California Dreaming (1979)
- ヤング・ゼネレーション Breaking Away (1979)
- 炎のランナー Chariots of Fire (1981)
- 友達 Friends (1988)
- イット IT(1990)
- ネクロノミカン Necronomicon(1993)
- ラスト・パーティ It's My Party (1996)
- ジャンゴ 繋がれざる者 Django Unchained (2012)

### テレビシリーズ
- フェアリーテール・シアター / 「ジャックと豆の木」Faerie Tale Theatre (1983)
- IT It (1986) ミニシリーズ、2話目のみ出演
- プロファイラー/犯罪心理分析官 Profiler (1996-1999) 計45話出演
- エンジェル Angel (2004) 計3話出演
- デッドウッド 〜銃とSEXとワイルドタウン Deadwood (2006) 計5話出演
- ロスト・ルーム The Lost Room (2006) ミニシリーズ
- CSI:科学捜査班 CSI: Crime Scene Investigation (2007) 計2話出演
- クリミナルマインド Criminal Mind (2007)